# イスファラ
イスファラ（タジク語: Исфара）はタジキスタンの北部、ソグド州の一都市である。人口はおよそ37,300人である。

## 歴史
イスファラは中央アジアで最も古い町の一つであり、最初の名前はアスバラ(Asbara)であった。イスファラのことは、10世紀の歴史書『タバリーの歴史』（タバリーの『諸使徒と諸王の歴史』のペルシア語訳）でも記述されているという。
この町は、11世紀から12世紀に、商業の分野で発展した。16世紀初頭頃、ムガル帝国の初代皇帝バーブルがこの地域の最大の都市をイスファラと名付けた。16世紀には大きな建物(モスク、マドラサと呼ばれる宗教学校、など)の建築方法が発達した。17世紀にはコーカンド・ハン国の支配地域となった。

## 地理
イスファラは、海抜863メートルにあり、タジキスタン、ウズベキスタンとキルギスの3つの国の独立州の境界が交わるところにある。
面積は、およそ832平方キロメートル。

## 経済
およそ20の会社が電気製品、化学・材料製品、建設材料、食品、その他を生産している。
イスファラはアプリコット農園の地としても世界で有名である。